# Te Maire Martin

a Compétitions nationales et continentales officielles uniquement.

b Matchs officiels uniquement.
Te Maire Martin, né le 2 octobre 1995 à Tokoroa (Nouvelle-Zélande), est un joueur de rugby à XIII néo-zélandais évoluant au poste de demi d'ouverture. Il fait ses débuts en National Rugby League (« NRL ») avec les Panthers de Penrith lors de la saison 2016 avant de rejoindre au cours de la saison 2017 les Cowboys de North Queensland. Dès sa première année de NRL, il est appelé dans la sélection de la Nouvelle-Zélande dans l'optique du Tournoi des Quatre Nations 2016 et y dispute une rencontre.

## Palmarès
- Collectif :
  - Finaliste du Tournoi des Quatre Nations : 2016 (Nouvelle-Zélande).
  - Finaliste de la National Rugby League : 2017 (Cowboys du North Queensland).

### En club

#### Statistiques
| Saison | Club                     | Compétition           | Matchs | Points | Essais | Goals | Drops |
| ------ | ------------------------ | --------------------- | ------ | ------ | ------ | ----- | ----- |
| 2016   | Penrith Panthers         | National Rugby League | 6      | 9      | 2      | 0     | 1     |
| 2017   | Penrith Panthers         | National Rugby League | 7      | 8      | 2      | 0     | 0     |
| 2017   | North Queensland Cowboys | National Rugby League | 8      | 16     | 4      | 0     | 0     |
| Total  | Total                    | Total                 | 21     | 33     | 8      | 0     | 1     |